# Château de Puisieux-et-Clanlieu
Le château de Puisieux-et-Clanlieu est un château situé à Puisieux-et-Clanlieu, en France.

## Localisation
Le château est situé sur la commune de Puisieux-et-Clanlieu, dans le département de l'Aisne.

## Historique
Le monument est inscrit au titre des monuments historiques en 2008.